# Eisenach
Eisenach là một thành phố ở bang tự do Thüringen của Đức. Thành phố này có diện tích 103,84 km2, dân số thời điểm cuối năm 2006 là 43.626 người. Thành phố nằm giữa các đồi phía nam của rừng Thüringen và vườn quốc gia Hainich. Lịch sử Eisenach liên hệ vợi lâu đài Wartburg được xây vào năm 1067. Đã có ít nhất 3 khu vực định cư bên dưới quanh lâu đài này, sau đó hợp nhất để lập nên thành phố này vào thế kỷ 12. Thị xã Eisenach đã được đề cập lần đầu trong tài liệu năm 1180. 